# Mysterious Ways
«Mysterious Ways» (с англ. — «Неизведанные пути») — песня ирландской рок-группы U2, восьмой трек и второй сингл из альбома Achtung Baby. Песня возглавила хит-парад Ирландии и попала в Top-10 нескольких других стран. В Соединённых Штатах, песня возглавила чарты: Modern Rock Tracks и Album Rock Tracks, а также достигла девятой строчки в Billboard Hot 100.
Песня начиналась как импровизация под названием «Больной Щенок» («Sick Puppy»), на тот момент группе нравилась только басовая партия, которую сочинил Адам Клейтон. Музыканты пытались изо всех сил развить композицию вокруг этой бас-линии, фронтмен Боно и продюсер Даниэль Лануа много спорили во время студийных сессий по поводу концепции песни. Всё стало на свои места после того как гитарист Эдж начал импровизировать используя новую педаль эффектов. Среди отличительных черт «Mysterious Ways» — выраженный танцевальный ритм, фанковые гитарные хуки, и насыщенная конгами перкуссия, а также загадочная лирика Боно о романтике и женщинах.
Песня была обласкана критиками, многие из них называли её одним из выдающихся треков альбома и лучшим иллюстратором музыкальной эволюции группы. Музыкальное видео было снято в Марокко, в нём задействовали девушек исполняющих танец живота. «Mysterious Ways» дебютировала на концертах Zoo TV Tour в 1992 году, выступления сопровождались аналогичными танцовщицами на сцене. Группа продолжила активно использовать песню в своих последующих турах.

## Композиция
Песня была записана в темпе 99 ударов в минуту, размер 4/4. Вступление песни, которое строится на характерном гитарном хуке, состоит из «баррэ на седьмом ладу, пары ритмических скретчей и двух нот» исполняется в музыкальном ключе B♭. Куплет играется в прогрессии аккордов B♭-E♭-B♭-F.
В песни поётся о человеке живущем без романтических отношений, это соответствовало одному из предполагаемых названий для альбома — «Страх перед Женщинами». Лирика описывает, что женщина появляется в жизни мужчины и начинает доминировать; Боно рассказал: «Время от времени, я действительно склонен идеализировать женщин», объясняя, что его жена Эли иногда жалуется, что он «ставит её на пьедестал». Некоторые критики усмотрели религиозные интерпретации в песне. Филолог Атара Стейн, в эссе анализирующем песни U2, описывает «Mysterious Ways» как один из нескольких треков на Achtung Baby, которые идеализирует женщин и создают вокруг них ложную иллюзию. Стейн усмотрела религиозное значение в строчке: «Она двигается таинственными путями» и обращением Боно к женщине: «Воодушеви мои будни, освети мои ночи». По её словам: «Как это ни парадоксально, этот процесс идеализации одновременно возвышает женщину как идола, для поклонения, представляя её как потенциальную угрозу, которую должен контролировать автор».

## Список композиций
| №  | Название                                          | Дополнительное продюсирование и ремиксы              | Длительность |
| -- | ------------------------------------------------- | ---------------------------------------------------- | ------------ |
| 1. | «Mysterious Ways»                                 | —                                                    | 4:04         |
| 2. | «Mysterious Ways» (Solar Plexus Magic Hour Remix) | Говард Грей, Тревор Грей, Стив Лиллиуайт, Apollo 440 | 8:14         |

| №  | Название                                           | Дополнительное продюсирование и ремиксы              | Длительность |
| -- | -------------------------------------------------- | ---------------------------------------------------- | ------------ |
| 1. | «Mysterious Ways»                                  | —                                                    | 4:04         |
| 2. | «Mysterious Ways» (Solar Plexus Extended Club Mix) | Говард Грей, Тревор Грей, Стив Лиллиуайт, Apollo 440 | 7:00         |
| 3. | «Mysterious Ways» (Apollo 440 Magic Hour Remix)    | Apollo 440                                           | 4:25         |
| 4. | «Mysterious Ways» (Tabla Motown Remix)             | Apollo 440                                           | 4:27         |
| 5. | «Mysterious Ways» (Solar Plexus Club Mix)          | Говард Грей, Тревор Грей, Стив Лиллиуайт, Apollo 440 | 4:09         |

| №  | Название                             | Дополнительное продюсирование и ремиксы | Длительность |
| -- | ------------------------------------ | --------------------------------------- | ------------ |
| 1. | «Mysterious Ways» (The Perfecto Mix) | Пол Окенфолд, Стив Осборн               | 7:06         |
| 2. | «Mysterious Ways» (Ultimatum Mix)    | The Stereo MCs a.k.a. Ultimatum         | 5:00         |

## Хит-парады
| Хит-парад (1991)                                | Высшая позиция |
| ----------------------------------------------- | -------------- |
| Australian ARIA Chart                           | 3              |
| Dutch MegaCharts                                | 13             |
| Finland (Suomen virallinen lista)               | 11             |
| French Singles Chart                            | 19             |
| German Singles Chart                            | 46             |
| Irish Singles Chart                             | 1              |
| New Zealand Singles Chart                       | 3              |
| Swedish Singles Chart                           | 17             |
| Swiss Singles Chart                             | 13             |
| UK Singles Chart                                | 13             |
| US Billboard Hot 100                            | 9              |
| US Billboard Album Rock Tracks                  | 1              |
| US Billboard Modern Rock Tracks                 | 1              |
| Хит-парад (1992)                                | Высшая позиция |
| Canada RPM Top 100                              | 1              |
| US Billboard Hot Dance Club Play                | 42             |
| US Billboard Hot Dance Music/Maxi-Singles Sales | 29             |

| Хит-парад            | Позиция |
| -------------------- | ------- |
| US Billboard Hot 100 | 57      |

## Участники записи
- Продюсирование — Даниэль Лануа и Брайан Ино
- Звукоинженер — Флад
- Дополнительный звукоинженер — Робби Адамс
- Ассистент звукоинженера — Шэннон Стронг
- Микширование — Флад, Эдж и Даниэль Лануа
- Ассистент по микшированию — Шэннон Стронг
- Дополнительная перкуссия — Даниэль Лануа
- «Solar Plexus club mix» и «Solar Plexus club mix» — ремиксы Говарда Грея, Стива Лиллиуайта и Тревора Грея